# Microscopie électronique à balayage environnemental

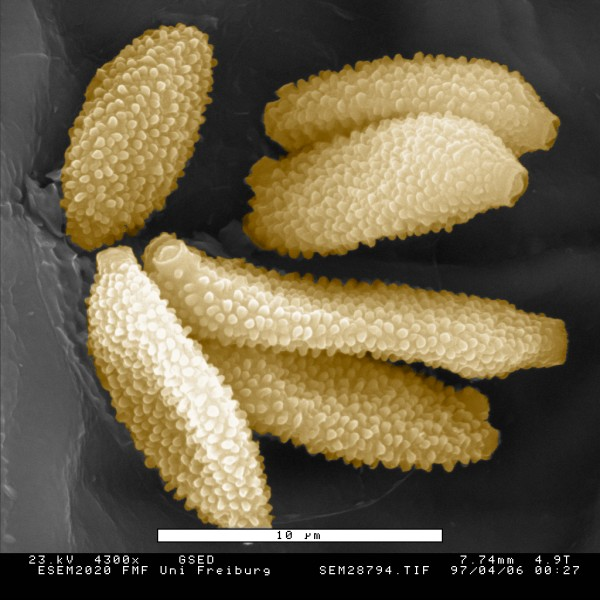
Pollen d'orchidée observé à l'ESEM.

La microscopie électronique à balayage environnemental (MEBE, ou ESEM pour Environmental scanning electron microscopy) est un mode de microscopie électronique à balayage permettant d'étudier des échantillons non conducteurs généralement sans préparation préalable, conservant ainsi un état plus naturel. La différence essentielle avec la microscopie électronique conventionnelle est la présence d'un gaz (généralement de la vapeur d'eau) dans la chambre à échantillon du MEBE, ce qui permet d'éviter les contraintes sous vide.